# Baljci (Bileća)
Pour les articles homonymes, voir Baljci.
Baljci (en serbe cyrillique : Баљци) est un village de Bosnie-Herzégovine. Il est situé dans la municipalité de Bileća et dans la république serbe de Bosnie. Selon les premiers résultats du recensement bosnien de 2013, il compte 300 habitants.

## Démographie

### Évolution historique de la population dans la localité
| 1948 | 1953 | 1961 | 1971 | 1981 | 1991 | 2013 |
| ---- | ---- | ---- | ---- | ---- | ---- | ---- |
| 618  | 628  | 602  | 585  | 486  | 417, | 300  |

|  |